# 그레이하운드

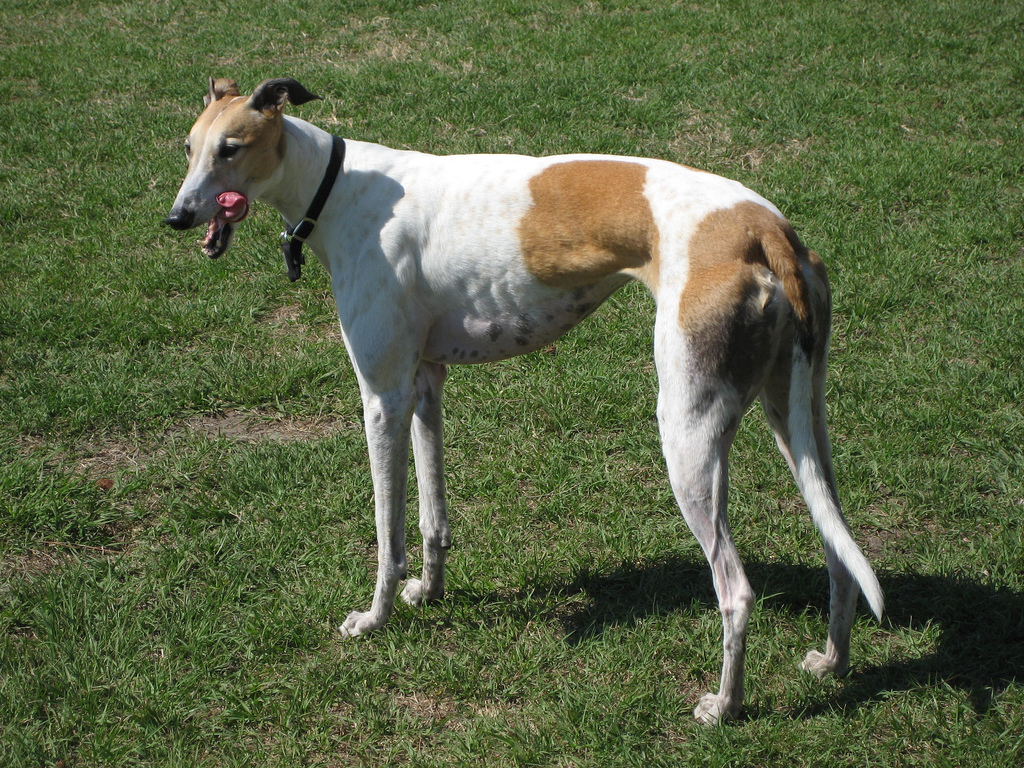
그레이하운드

그레이하운드(Greyhound)는 이집트 원산으로 어깨높이 약 70cm, 몸무게는 27~32kg이다. 몸이 가늘고 매우 빨리 달리는 사냥개이다. 시력이 발달하여 주로 눈으로 보고 사냥하며 사냥감을 끝까지 쫓아간다. 오늘날에는 원형 트랙 위로 가짜 미끼를 쫓아서 달리는 경주에도 사용된다. 몸체는 유선형이고 머리는 길며, 허리는 가늘고, 다리는 강하며, 힘이 세다. 털은 짧으며, 회색·흰색·검은색·황갈색·적회색·청회색·혼합색 등이 있다.

## 같이 보기
- 이탈리안 그레이하운드